# Listopad 2007

## 2 listopada2007
- W nalocie lankijskich sił rządowych zginął S.P. Thamilselvan, polityczny przywódca rebeliantów tamilskich na Sri Lance. (Onet.pl)

## 3 listopada2007
- Brytyjska policja we współpracy z władzami imigracyjnymi zatrzymała osławionego dowódcę tamilskich rebeliantów na Sri Lance – Vinayagamoorthiego Muralitharana, znanego pod pseudonimem „pułkownika Karuny”. (Onet.pl)

## 5 listopada2007
- Bronisław Komorowski został wybrany na Marszałka Sejmu RP VI kadencji, a Bogdan Borusewicz na Marszałka Senatu RP VI kadencji. (TVN24.PL, TVN24.pl)
- Premier Jarosław Kaczyński podał rząd do dymisji. (TVN24.pl)

## 7 listopada2007
- Prezydent Micheil Saakaszwili wprowadził stan wyjątkowy w Gruzji. (TVN24.pl)

## 8 listopada2007
- Seksafera w Samoobronie: Szef Samoobrony, były wicepremier Andrzej Lepper został przesłuchany w łódzkiej prokuraturze. Lepper usłyszał dwa zarzuty: czerpania korzyści osobistych i usiłowania obcowania płciowego. Areszt opuścił po wpłaceniu 50 tys. zł kaucji. (Gazeta.pl)

## 9 listopada2007
- Donald Tusk został desygnowany na premiera przez prezydenta Lecha Kaczyńskiego. (Dziennik.pl)

## 10 listopada2007
- Norman Mailer, amerykański pisarz, zmarł w wieku 84 lat w nowojorskim szpitalu wskutek ostrej niewydolności nerek. (TVN24.pl)

## 14 listopada2007
- Jan Kaczmarek, polski satyryk, felietonista, artysta kabaretowy, zmarł we Wrocławiu w wieku 62 lat. (Gazeta.pl)

## 16 listopada2007
- Prezydent Lech Kaczyński powołał rząd z premierem Donaldem Tuskiem na czele. (Gazeta.pl)
- W Gdyni zostało otwarte Muzeum Miasta Gdyni – pierwsze muzeum w Polsce zaprojektowane i wzniesione od podstaw po II wojnie światowej. (UM Gdyni,  Wikinews,  Commons)

## 17 listopada2007
- W wyniku ataku cyklonu Sidr, który w czwartek nawiedził rejon Zatoki Bengalskiej, w Bangladeszu zginęło blisko 1000 osób. (Gazeta.pl,  Wikinews)

## 18 listopada2007
- W wyniku katastrofy w kopalni im. Zasiadki w Doniecku zginęło co najmniej 90 osób. (Gazeta.pl,  Wikinews)

## 20 listopada2007
- Władze Bangladeszu ogłosiły, że liczba ofiar cyklonu Sidr wzrosła do co najmniej 3447. (INQUIRER.net)
- W Jordanii odbyły się wybory do niższej izby zgromadzenia narodowego, przegrane przez islamską opozycję. (Arabia.pl)
- W Nigerii w wypadku drogowym na trasie Isuikwuato – Aba zginęło 24 pasażerów autokaru, 13 osób zostało rannych. (Allafrica.com)

## 21 listopada2007
- Dwa niezależne zespoły naukowców amerykańskich i japońskich ogłosiły sukces nowego sposobu pozyskiwania komórek macierzystych – z komórek ludzkiej skóry, bez udziału embrionalnych komórek macierzystych Nowe osiągnięcie jest opisane w internetowych wydaniach pism Cell i Science. Stworzone komórki są podobne, lecz nie identyczne, do embrionalnych komórek macierzystych, a naukowcy wykorzystali je do pomyślnego wytworzenia tkanki mózgowej, jak i sercowej. Po 12 dniach hodowli in vitro, agregacje komórek wyhodowanych na podobiznę tkanki mięśniowej serca zaczęły bić. (Dziennik.pl, BBC NEWS (ang.), Science (ang.))

## 22 listopada2007
- W wieku 80 lat zmarł Maurice Béjart, francuski choreograf i tancerz baletowy. (TF1 (fr.))

## 23 listopada2007
- Powołany 16 listopada premier RP Donald Tusk wygłosił w Sejmie swoje exposé. Było to najdłuższe exposé w historii III RP. (Gazeta.pl)

## 24 listopada2007
- Prezydent Libanu, Émile Lahoud ogłosił stan wyjątkowy powierzając kontrolę nad państwem armii. (psz.pl)
- Sejm udzielił wotum zaufania rządowi Donalda Tuska. Za głosowało 238 posłów, przeciw 204, wstrzymało się 2. (Gazeta.pl)

## 26 listopada2007
- Organizatorem Expo 2012 zostało południowokoreańskie Yeosu. O organizację starały się także marokański Tanger oraz Wrocław. (TVN24.pl)

## 28 listopada2007
- W eksplozji bomby na przedmieściach stolicy Sri Lanki – Kolombo – zginęło 16 osób, a 20 zostało rannych. Sprawcami zamachu była separatystyczna organizacja Tygrysów Wyzwolicieli Tamilskiego Ilamu (LTTE). (Onet.pl)

## 29 listopada2007
- Prawie dwa miesiące po wyborach do ukraińskiej Rady Najwyższej dwa „pomarańczowe” ugrupowania – Blok Julii Tymoszenko oraz proprezydencka Nasza Ukraina – Ludowa Samoobrona – utworzyły większościową koalicję parlamentarną. (Gazeta.pl)
- W trakcie stanu wyjątkowego w Pakistanie jego prezydent generał Perwez Muszarraf został zaprzysiężony na drugą pięcioletnią kadencję, tym razem jako cywil. Trwały protesty opozycji. (Gazeta.pl)
- W drugiej edycji Nagrody Literackiej Gdynia laureatami zostali w następujących kategoriach: Wiesław Myśliwski „Traktat o łuskaniu fasoli” – proza, Wojciech Bonowicz „Pełne morze” – poezja, Krzysztof Środa „Projekt handlu kabardyńskimi końmi” – eseistyka. (Gazeta.pl)

## 30 listopada2007
- W katastrofie tureckiego samolotu lecącego ze Stambułu do Antalyi zginęło 56 osób. (Gazeta.pl)